# Boligpolitik
Boligpolitik er en betegnelse for den politik, der føres af offentlige myndigheder indenfor boligområdet, eksempelvis med hensyn til byggeri, boligudlejning, bolighandel mv. Boligpolitik tager ofte sigte på at sikre befolkningens boligforsyning og regulere borgernes boligudgifter, især husleje. Boligpolitikken hænger dermed tæt sammen med andre politikområder som fordelingspolitik, skattepolitik og socialpolitik.

## Boligpolitik i Danmark
Danmarks nuværende boligminister er Kaare Dybvad.
En række interesseorganisationer spiller en aktiv rolle indenfor den danske boligpolitik. Det gælder bl.a. Ejendomsforeningen Danmark, Lejernes Landsorganisation, BL - Danmarks Almene Boliger og Andelsboligforeningernes Fællesrepræsentation (ABF).